# Zamarada lima
Zamarada lima là một loài bướm đêm trong họ Geometridae.